# Пішкава
Пішкава (пол. Piszkawa, нім. Schreiben) — село в Польщі, у гміні Олесниця Олесницького повіту Нижньосілезького воєводства.
Населення — 216 осіб (2011).
У 1975-1998 роках село належало до Вроцлавського воєводства.

## Демографія
Демографічна структура станом на 31 березня 2011 року:
|          | Загалом | Допрацездатний вік | Працездатний вік | Постпрацездатний вік |
| -------- | ------- | ------------------ | ---------------- | -------------------- |
| Чоловіки | 109     | 29                 | 69               | 11                   |
| Жінки    | 107     | 28                 | 59               | 20                   |
| Разом    | 216     | 57                 | 128              | 31                   |